# إحسان فاندي
إحسان فاندي (مواليد 9 أبريل 1999) هو لاعب كرة قدم سنغافوري يلعب كمهاجم في نادي باثوم يونايتد.

## روابط خارجية
- إحسان فاندي على موقع اتحاد النرويج (النرويجية)
- إحسان فاندي على موقع قاعدة بيانات كرة القدم.إي يو (الإنجليزية)
- إحسان فاندي على موقع ناشيونال فوتبول تيمز (الإنجليزية)
- إحسان فاندي على موقع Soccerway.com (الإنجليزية)
- إحسان فاندي على موقع عالم كرة القدم.نت (الإنجليزية)